# Uenoidae
Uenoidae zijn een familie van schietmotten.

## Geslachten
De  geslachten met gedefinieerde pagina staan hieronder vermeld met het (globaal) aantal soorten tussen haakjes.
- Farula  (11)
- Neophylax McLachlan, 1871 (38)
- Neothremma  (7)
- Sericostriata  (1)
- Uenoa  (11)